# Jagdliches Schießen
Jagdliches Schießen ist das Übungsschießen mit Jagdwaffen. Auch werden Wettbewerbe veranstaltet. Dabei sind der Kugelschuss und der Schrotschuss die beiden Hauptkategorien des jagdlichen Schießens.
In Ländern, in denen die Jagd mit anderen Schusswaffen, z. B. Kurzwaffen, und mit den Schusswaffen gleichgestellten Waffen erlaubt ist, wird mit Armbrust und Bogen, wie zum Beispiel in den USA, geschossen.

## Zielsetzung
Die Zielsetzung des jagdlichen Schießens liegt in erster Linie im sicheren Umgang mit den eigenen Waffen und dem Erlernen einer hohen Treffsicherheit durch dauernde Übung und dient damit der Verbesserung des Tierschutzes. Das jagdliche Schießen umfasst das Ausbildungs-, Übungs-, Leistungs- und Vergleichsschießen.

## Situation in Deutschland

### Büchsenschießen
Hierbei wird der präzise Kugelschuss auf behördlich genehmigten Schießständen geübt. Als „Anschießen“ benannt und stark eingeschränkt kann auch im eigenen Jagdrevier geschossen werden. Dabei wird aus einer Distanz von 100 m auf eine Ringscheibe oder eine genormte Wildscheibe (z. B. Bockscheibe, Fuchsscheibe etc.) geschossen. Des Weiteren kann der Jäger auf speziellen Schießbahnen den Schuss auf den sogenannten Laufenden Keiler üben. Dabei handelt es sich um eine Zielscheibe in Form eines Wildschweines, die auf einer Schiene auf 50 oder 60 m Entfernung von rechts nach links mit variabler Geschwindigkeit durch das Schussfeld fährt. Diese Disziplin wird stehend freihändig geschossen. Der flüchtige Kugelschuss wird in Schießkinos mit der eigenen Waffe im jagdlichen Kaliber mit Filmen unterschiedlicher Schwierigkeitsgrade geübt. Dabei beträgt die Entfernung zur Leinwand etwa 30 m.
Aus Kostengründen werden vorwiegend kleinere, noch jagdliche Kaliber eingesetzt. Siehe: Liste von Handfeuerwaffen-Munitionsarten.

### Flintenschießen
Beim Schrotschuss gibt es ebenfalls verschiedene Möglichkeiten, um den Schuss auf Wild zu üben.
Auf vielen Schießständen beträgt die Schrotschussdistanz 35 m, dabei kann man einen Kipphasen beschießen, der – zu vergleichen mit dem laufenden Keiler beim Kugelschuss – in wahlweiser Richtung am Schützen vorbeifährt.
Die wohl bekannteste Art des Übungsschießens mit Schrot ist das Tontaubenschießen, wobei der flüchtige Schuss auf Flugwild simuliert wird. Dazu gibt es die Disziplinen Trap und Skeet und das Parcourschießen, um die verschiedenartigen Flugsituationen des Wildes darzustellen.

### Kurzwaffenschießen
Da auch Pistolen und Revolver bestimmter Kaliber jagdlich zum Einsatz kommen, gibt es auch die entsprechende Disziplin des Übungsschießens, die den weidgerechten Gebrauch dieser Nahdistanzwaffen, z. B. bei einer Nachsuche üben soll.

### Meisterschaften
In Deutschland veranstalten der Deutsche Jagdverband (DJV) sowie die ihm angeschlossenen Landesjagdverbände in jährlichem Turnus Meisterschaften im jagdlichen Schießen in den Disziplinen Büchsen-, Flinten- und Kurzwaffenschießen.